# Фталилсульфатіазол
Фталилсульфатіазол — синтетичний антибактеріальний препарат з групи сульфаніламідних препаратів для перорального застосування.

## Фармакологічні властивості
Фталилсульфатіазол — синтетичний препарат з групи сульфаніламідних препаратів. Препарат має бактеріостатичну дію, яка полягає в порушенні синтезу мікроорганізмами фолієвої кислоти та блокуванні засвоєння мікроорганізмами параамінобензойної кислоти. До сульфаніламіду чутливі наступні збудники: стафілококи, стрептококи, нейсерії, Escherichia coli, сальмонели, шигели, Pseudomonas spp., Proteus spp. та деякі хламідії. Інші збудники до препарату нечутливі. При прийомі всередину препарат повільно всмоктується в шлунково-кишковому тракті, біодоступність фталилсульфатіазолу складає лише 5 %. Більша частина препарату затримується в тонкій кишці, де проходить відщеплення від молекули препарату активної сульфаніламідної частини та створюєтся висока концентрація сульфаніламіду в кишці. Виділяється фталилсульфатіазол переважно з калом у незміненому вигляді. Частина препарату, яка всмокталась в шлунково-кишковому тракті, рівномірно розподіляється в організмі та метаболізується в печінці. Фталилсульфатіазол проникає через плацентарний бар'єр та виділяється в грудне молоко. Період напіввиведення препарату не досліджений.

## Отримання
Передостанній у ланцюгу, норсульфазол, використовувався для лікування пневмонії.

## Показання до застосування
Фталилсульфатіазол рекомендовано при коліті, гастроентероколіті, для деконтамінації кишки перед хірургічними втручаннями.

## Побічна дія
При застосуванні фталилсульфатіазолу рідко спостерігаються наступні побічні ефекти: висип, свербіж шкіри, гарячка, агранулоцитоз, апластична анемія, гіповітаміноз вітамінів групи В (внаслідок пригнічення кишкової мікрофлори).

## Протипоказання
Фталилсульфатіазол протипоказаний при підвищеній чутливості до сульфаніламідних препаратів, гіпотиреозі, захворюваннях крові, гострому гепатиті, вагітності та годуванні грудьми. З обережністю застосовують препарат при захворюваннях нирок.

## Форми випуску
Фталилсульфатіазол випускається у вигляді таблеток по 0,5 г.